# Laura Mintegi
Laura Mintegi Lakarra (Estella, Navarra, 26 de octubre de 1955) es una escritora en euskera, profesora de la Universidad del País Vasco y política española. Fue candidata a la presidencia del Gobierno Vasco por la coalición Euskal Herria Bildu para las elecciones al Parlamento Vasco de 2012.

## Biografía
Aunque nació en Navarra, cuando era niña la familia se trasladó a Vizcaya. Residió en Bilbao y desde 1973 vive en Algorta, en el municipio vizcaíno de Guecho.
Está licenciada en Historia y es doctora en Psicología. En 1978 comenzó a dar clases en la ikastola Asti-Leku de Portugalete. Desde 1981 es profesora del Departamento de Didáctica de Lengua y Literatura de la Universidad del País Vasco (UPV/EHU). Fue directora de este Departamento desde 1999 hasta 2006, cargo que ha vuelto a asumir desde 2010 hasta la actualidad. Ha sido candidata a la rectoría de la UPV/EHU en dos ocasiones.
Desde 2004 preside el Club Euskal PEN, la rama vasca del PEN Club Internacional, asociación internacional de escritores en favor de la libertad de expresión. En el año 2006, la Real Academia de la Lengua Vasca - Euskaltzaindia la nombró académica correspondiente.
Ha recibido entre otros premios literarios, el Premio de Novela Azkue, el Premio Ciudad de San Sebastián y el Premio Jon Mirande y en 2022 la Pluma de Oro, en reconocimiento a su trayectoria literaria. En otros tantos premios ha sido parte del jurado, como por ejemplo en el Certamen de Narrativa María Maeztu, las Becas Joseba Jaka, el Premio de Periodismo Rikardo Arregi, el Premio Anton Abbadia y el Premio de Derechos Humanos René Cassin.
Forma parte del Consejo de Dirección de la revista científica Revista de Psicodidáctica y colabora habitualmente en los medios de comunicación, tanto audiovisuales (ETB, Hamaika Telebista, Bizkaia Irratia, Egin Irratia, Bilboko Hiria Irratia, Euskalerria Irratia y Euskadi Irratia) como escritos (Anaitasuna, Argia, Susa, Ttu-ttuá, Egin, Egunkaria, Gara, Berria, Jakin y Hegats, entre otros).
Su obra más popular es Sisifo maite minez, un ensayo-novela sobre el enamoramiento. Esa novela fue traducida al castellano en el año 2003 como Sísifo enamorado y al neerlandés en el año 2011, como Sisyphus verliefd.

## Trayectoria política
Laura Mintegi también ha desarrollado actividades políticas. Participó en las listas de Herri Batasuna en las elecciones al Parlamento Europeo de 1987 y de 1989. Ese mismo año fue nombrada responsable de la caja de resistencia de los profesores asociados que reclamaban la figura del profesorado propio para la UPV, entre quienes figuraba Antton Azkargorta, su pareja durante muchos años. En las elecciones generales de noviembre de 2011, fue candidata al Senado por Vizcaya dentro de la coalición Amaiur. En las elecciones de octubre de 2012 fue candidata a la presidencia del Gobierno Vasco por la coalición Euskal Herria Bildu. Tras ejercer de portavoz de la coalición en el Parlamento Vasco durante casi dos años, en julio de 2014 anunció que dejaba su escaño para volver a su trabajo universitario.

## Obras
Hay más de cuarenta artículos en la base de datos de artículos científicos en euskera Inguma.

### Narrativa
- Ilusioaren ordaina (1983, Erein)

### Novela
- Bai... baina ez (1986, Susa): Reeditada en  Elkarlanean 1999
- Legez kanpo (1991, Elkar)
- Nerea eta biok (1994, Txalaparta)
- Sisifo maite minez (2001, Txalaparta)
- Ecce homo (2006, Txalaparta)

### Ensayo
- Sujektibitatea euskal nobelagintzan: Stephen Crane-ren "The Red Badge of Courage" (1999, EHU)

### Biografía
- Julene Azpeitia (1988, Gobierno Vasco)

### Obra traducida
- La topera en Antología de la Narrativa Vasca Actual (1986, Edicions del Mall) (castellano)
- Mole Hole en Contemporary Basque Fiction (1990, University of Nevada/Reno) (inglés)
- Sísifo enamorado (2003, Txalaparta) (castellano)
- Nerea and I (2005, Peter Lang, New York) (inglés)
- Ecce homo (2007, ONCE) (braille en euskera)
- Ecce homo (2009, Txalaparta) (castellano)
- Sisyphus verliefd (2011, Zirimiri Press, Ámsterdam) (neerlandés)
- Ecce homo (2012, Pahl-Rugenstein, Bonn) (alemán)